# Заречная (Пышминский муниципальный округ)
Заре́чная — деревня в Пышминском городском округе Свердловской области России.

## Географическое положение
Деревня Заречная расположена в 11 километрах (по дорогам в 14 километрах) к северо-западу от посёлка Пышма, у берегов рек Юрмач (левого притока Пышмы) и Казанки (правого притока Юрмача). Немного юго-западнее Заречной находится деревня Салопаткина, раскинувшаяся на берегах Казанки. На Юрмаче в данной местности сёла и деревни тянутся цепью: выше Заречной по течению находятся деревни Фролы, Юдина и село Печёркино, а ниже Заречной по течению — село Юрмытское.

## Население
| 2002 | 2010 | 2021 |
| ---- | ---- | ---- |
| 102  | ↘80  | ↘64  |